# Bogurodzica

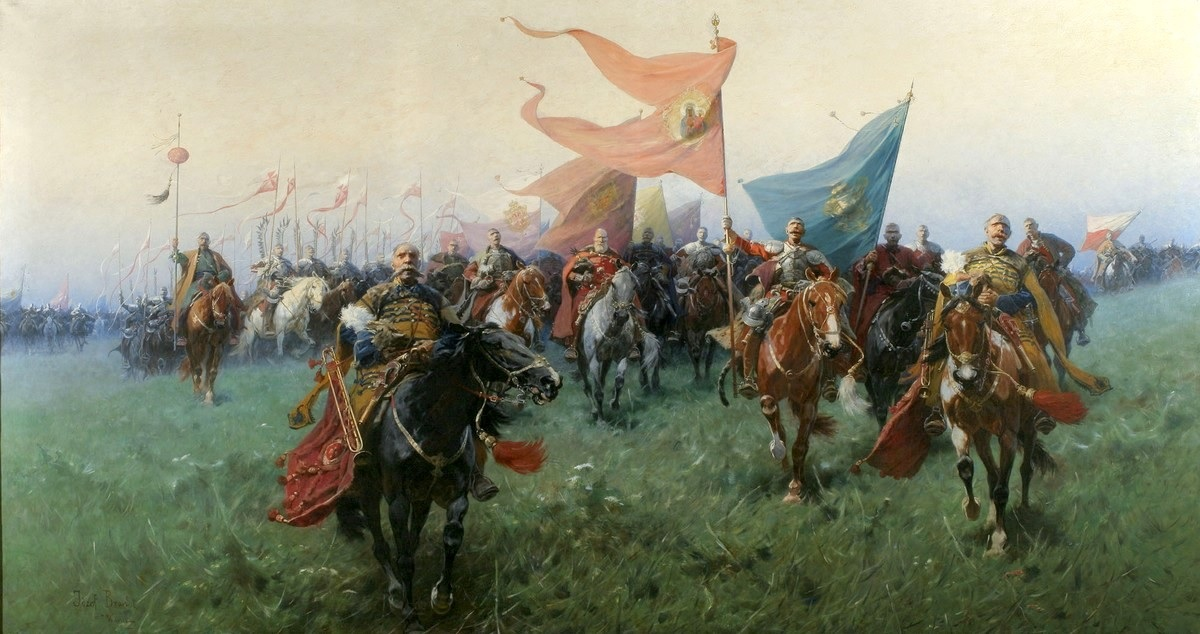
Polsk-litauiska styrkor sjunger Bogurodzica före ett slag. Målning av Józef Brandt (1909).

Bogurodzica (Guds moder, eg. Gudaföderskan, Theotokos) är Polens äldsta religiösa sång och äldsta poetiska text. Hymnen är tillägnad Guds Moder Jungfru Maria.

## Tillkomst
Bogurodzica tillkom förmodligen på tolvhundratalet. De äldsta bevarade texterna är från 1407, 1408 och 1409. Bogurodzica var kröningshymn för den polske kungen Władysław I och polackarnas kampsång vid slaget vid Tannenberg 1410 och slaget vid Varna 1444. Lyriken innehåller många lexikala, grammatiska och fonetiska arkaismer, som var föråldrade redan på 1400-talet.

## Fäderneslandets hymn
Bogurodzica var ursprungligen förbunden med den heliga mässan och med religiösa processioner, men blev redan på fjortonhundratalet en riddarhymn. Genom historikern Jan Długosz vet vi att Bogurodzica sjöngs före slaget vid Tannenberg liksom före andra slag. Długosz kallade därför Bogurodzica carmen patrium (fäderneslandets hymn). Under följande sekler förlorade den sin betydelse. Bogurodzica återvann under artonhundratalet sin ställning som carmen patrium vilken den sedan dess har behållit.

## Lyrik

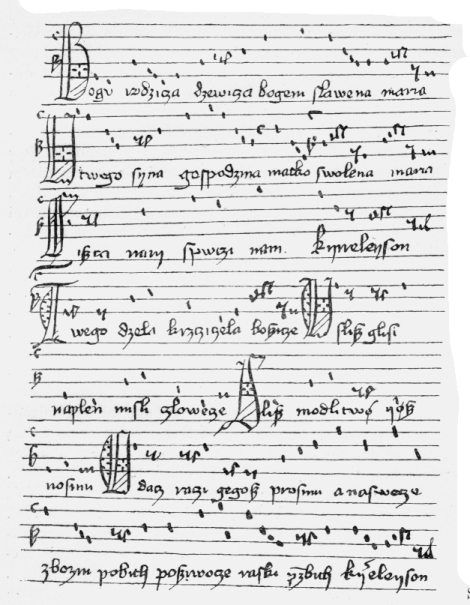
Bogurodzica, noter från 1407.

Den första strofen tillägnas Guds Moder, den andra Kristus.
1. Bogurodzica, dziewica,
Bogiem sławiena Maryja!
U Twego syna Gospodzina,
Matko zwolena Maryja
Ziści nam, spuści nam Kyrie elejson
2. Twego dziela Chrzciciela, Bożycze,
Usłysz głosy, napełń myśli człowiecze,
Słysz modlitwę, jąż nosimy,
A dać raczy, jegoż prosimy:
A na świecie zbożny pobyt,
Po żywocie rajski przebyt, Kyrie elejson
I svensk översättning efter Hieronim Chojnacki.
1. Guds Moder, Jungfru Maria
genom Gud Fader är du prisad
genom din Son, vår Herre, Jesus Kristus
blev du kallade bland många,
gör att han förlåter oss våra skulder. Kyrie eleison
2. Guds Son, för ditt Dops skull
Lyssna till oss och uppfyll våra önskningar.
Lyssna i nåd till vad som vi ber dig:
ge oss alla goda gåvor,
en from vistelse på Jorden
och det eviga livet i Guds rike efter döden. Kyrie eleison.